# Mariä-Geburts-Markt
Der Mariä-Geburts-Markt ist ein traditioneller Pferdemarkt und Jahrmarkt Anfang September in Telgte (Westfalen). Er blickt auf eine 400-jährige Geschichte zurück.
Der eigentliche Markt findet an einem Dienstag um Mariä Geburt statt. Traditionell werden Pferde, aber auch andere Haus- und Nutztiere gehandelt, wie auch landwirtschaftliche Geräte und Haushaltsgegenstände. Ein Kauf wird nach wie vor durch Handschlag abgeschlossen. Er gehört neben dem Fettmarkt in Warendorf und dem Send in Münster zu den großen Märkten des Münsterlandes.
Am Wochenende davor sowie am Montag und dem Markttag findet zudem eine Kirmes in der Telgter „Planwiese“ an der Ems und auf weiteren angrenzenden Flächen statt.